# Gentamicina
La gentamicina es un antibiótico del grupo de los  aminoglucósidos, producido por la Micromonospora purpurea, utilizado como antibiótico de amplio espectro y acción bactericida para el tratamiento de infecciones causadas por bacilos gramnegativos, como Pseudomonas aeruginosa, Klebsiella pneumoniae o Proteus mirabilis. Aunque también es activo, en menor medida, para bacterias grampositivas, como Staphylococcus aureus o Enterococcus faecalis, se prefiere el uso de medicamentos menos tóxicos.
. Está contraindicado en casos de hipersensibilidad a los aminoglucósidos y en enfermedades como la insuficiencia renal o el botulismo y condiciones como el embarazo y la lactancia. No obstante, en todos los casos se tiene que considerar la relación riesgo-beneficio y los pacientes deben ser sometidos a vigilancia por los posibles efectos neurotóxicos (toxicidad en nervios), nefrotóxicos (toxicidad en riñones) y ototóxicos (toxicidad en oídos).
La gentamicina está en la lista de medicamentos esenciales de la Organización Mundial de la Salud.

## Descripción
La gentamicina se aisló en 1963 de varias especies de Micromonospora —Micromonospora purpurea y Micromonospora echinospora— como un «complejo de varios agentes estructuralmente relacionados». Hay tres formas y la gentamicina C es la más común en el entorno clínico, conformada por las gentamicinas C1, C1a, C2 y C2b. Se obtiene a partir de la fermentación en cultivos de inmersión de dos subespecies de M. purpurea en un medio de extracto de levadura-cerelosa.

## Farmacocinética
Los preparados de gentamicina se pueden administrar por las vías parenteral, oftálmica y tópica. Se absorbe rápidamente poco después de su administración por vía oral. Alcanza sus concentraciones plasmáticas máximas —4 a 6 µg/ml— en sesenta a noventa minutos y son eficaces por cuatro horas. Las concentraciones son similares si el antibiótico se aplica por vía intravenosa. Se distribuye en el líquido extracelular y treinta minutos después de su administración se encuentran en todos los tejidos y líquidos del organismo. De acuerdo con Rodríguez Carranza no se metaboliza, «se elimina por filtración glomerular y también alcanza altas concentraciones en la orina». Su semivida de eliminación es de dos a cuatro horas.

## Farmacodinámia
A dosis de 2 a 10 μg/ml, el sulfato de gentamicina inhibe in vitro a bacterias sensibles. Atraviesa la membrana celular por transporte activo y se une irreversiblemente a las subunidades ribosómicas 30S, con lo que se impide el inicio de la síntesis proteica y conduce en la muerte celular. En combinación con antiinflamatorios no esteroideos se relaciona con insuficiencia renal e interactúa con otros fármacos ototóxicos, nefrotóxicos o neurotóxicos como aciclovir, cefalotina, cisplatino, diuréticos del asa o anfotericina B, así como la anestesia general.

## Uso clínico

### Indicaciones
La gentamicina es útil en el tratamiento de infecciones causadas por la mayoría de las bacterias gramnegativas aerobias y varias cepas de estafilococos. No obstante, por su toxicidad sistémica se restringe su uso a situaciones que representan un riesgo para la vida del paciente, usualmente en combinación con cefalosporinas o penicilinas, como es el caso de infecciones por Pseudomonas, Klebsiella, Enterobacter, Serratia, Citrobacter y Proteus.
El uso prolongado de este aminoglucósido se justifica como tratamiento combinado de infecciones tales como la neumonía o la septicemia intrahospitalaria, que pueden ser causadas por bacterias gramnegativas resistentes a múltiples medicamentos y con lo que se amplía el esquema antimicrobiano con el fin de garantizar «la presencia de por lo menos un fármaco con actividad contra un microorganismo patógeno sospechado». Así como infecciones graves o en las que otros fármacos, menos tóxicos, están contraindicados o sean menos eficaces.
Esta clase de infecciones se pueden tratar indistintamente con gentamicina, tobramicina, amikacina o netilmicina. Sin embargo, se prefiere el primero por su bajo costo y «actividad confiable». Esos agentes se utilizan en algunas ocasiones como «terapéutica ciega», en combinación con penicilina penicilinasa-resistente o cefalosporinas, para infecciones serias de las que se desconoce la etiología. Por vía tópica sirve para el tratamiento de impétigo, úlceras por decúbito infectadas, quemaduras o piodermatitis, entre otras condiciones. Por otro lado, carece de actividad ante microorganismos anaerobios.
Se ha utilizado también, en dosis bajas y en combinación con vancomicina o penicilinas, para el tratamiento de infecciones por grampositivos en algunas circunstancias, principalmente endocarditis bacteriana. La combinación se ha empleado en esquemas de administración breve, para endocarditis estreptocócica de válvula natural no complicada, y concomitante, para endocarditis enterocócica.

### Efectos adversos
Como en otros aminoglucósidos, los principales efectos secundarios de la gentamicina son nefrotoxicidad, ototoxicidad, neurotoxicidad y bloqueo neuromuscular. Las primeras dos están relacionadas con la dosis administrada. La nefrotoxicidad se presenta como un daño renal moderado en 10 % de los pacientes y grave en 2 %. El fármaco se acumula en las células del túbulo proximal y ocasiona daño progresivo, reversible si se supende su uso. De lo contrario, se producen mayores afectaciones, acumulación y toxicidad. Es más frecuente en personas mayores o ante tratamientos prolongados. No obstante, también se han documentado episodios de incremento en los niveles de creatinina y alteraciones en la función renal con una única dosis de gentamicina, aunque estos efectos fueron leves o transitorios. En personas con factores de riesgo renales, se resolvieron los cuadros en días o semanas.
La ototoxicidad suele ser irreversible y se presenta como disfunción vestibular o pérdida de la audición. Tales efectos están relacionados con mutaciones puntifores del ADN mitocondrial y se registran en 1-5 % de las personas tratadas más de cinco días con gentamicina. También son más frecuentes en ancianos, niños y tratamientos prolongados con dosis elevadas. Por su parte, el bloqueo neuromuscular puede ocasionar depresión respiratoria y, a nivel del sistema nervioso central, confusión, depresión, desorientación, debilidad y entumecimiento. Otros posibles efectos secundarios son náuseas, vómito, diarrea, palpitaciones, hipotensión, hipertensión o urticaria.

### Contraindicaciones
La gentamicina está contraindicada en los casos de hipersensibilidad a los aminoglucósidos, pacientes con insuficiencia renal, botulismo, miastenia gravis, parkinsonismo y mujeres embarazadas o durante la lactancia. También se usa con precaución en individuos con enfermedad hepática, deshidratación, pérdida de la audición preexistente o que ya estén recibiendo fármacos nefrotóxicos u ototóxicos.

## Resistencia
Los estreptococos y enterococos son relativamente resistentes al antibiótico. No obstante, en combinación con vancomicina o penicilina tiene un «potente» efecto bactericida. Los estafilococos crean resistencia rápidamente por «la selección de cepas mutantes de permeabilidad». Para gramnegativas, la resistencia «tiene máxima presencia por enzimas modificantes de aminoglucósidos codificadas por plásmidos».